# Bleckåsen
Bleckåsen är en by i Alsens distrikt (Alsens socken) i Krokoms kommun, Jämtlands län. Byn är belägen i västra delen av distriktet vid länsväg Z 666. I byn börjar även länsväg Z 671 mot Kaxås. Bleckåsen präglas av jordbruksnäringen.

## Historia
Byn omtalas första gången år 1346 (Blechasen). Enligt en sägen ska byns befolkning ha dött ut under digerdöden, men därefter åter igen ha blivit bebyggt genom en Ulf som kom dit från Norge med sina sju söner (Ulf i Blikas).
Bleckåsen har liksom övriga delar av Alsen varit skådeplats för strider mellan Sverige och Danmark-Norge. Ett sådant tillfälle var 1563–1564 då strider utkämpades på gränsen mellan Alsens och Mörsils socknar. I samband med Baltzarfejden 1611 drabbades flera Bleckåsbor. Genom freden i Brömsebro 1645 blev Bleckåsen och övriga Alsen svenskt, men striderna mellan Sverige och Danmark-Norge blossade upp igen åren 1675–1679.  Hösten 1677 utkämpades strider i Alsen.

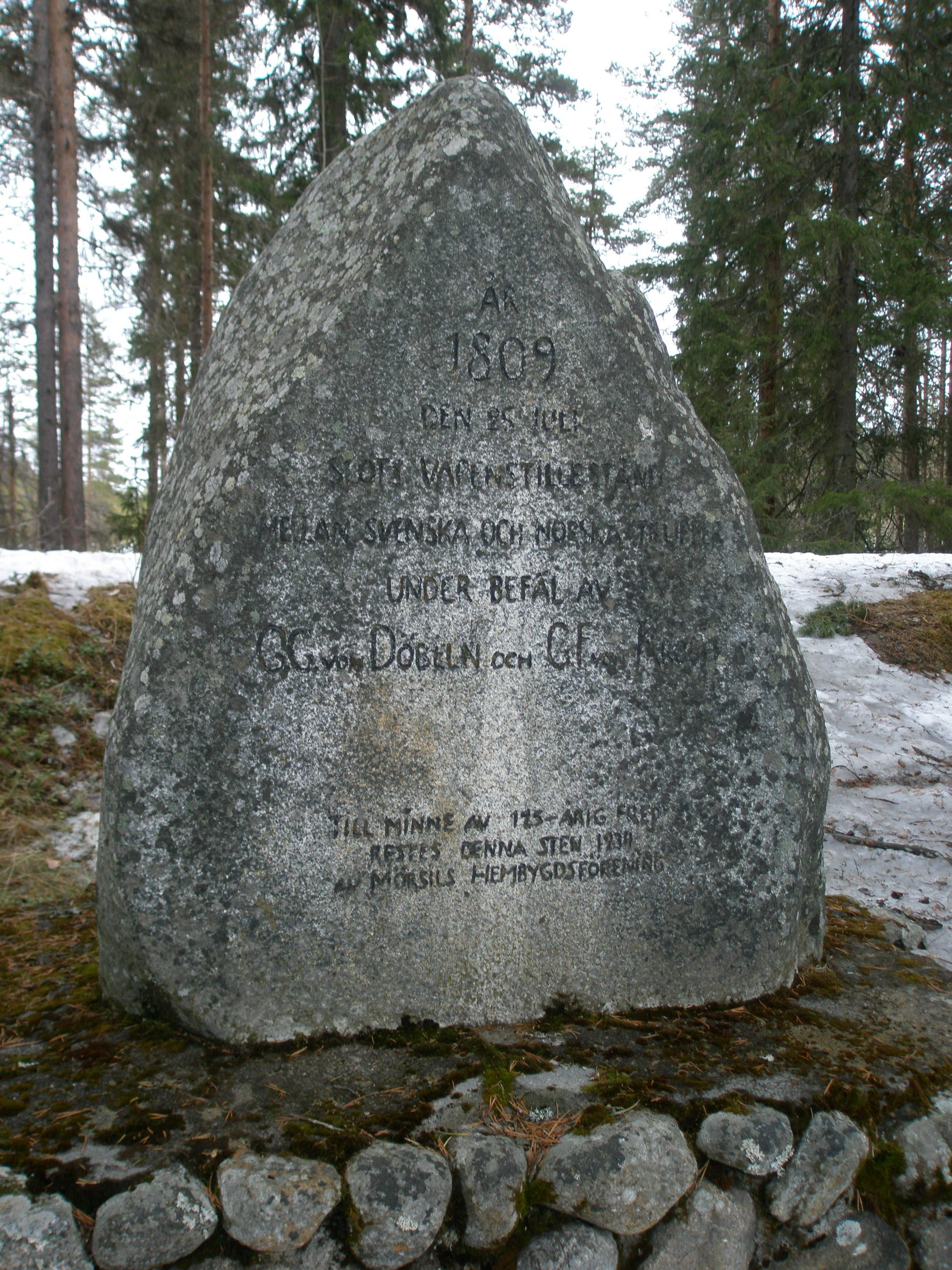
Minnessten från 1934 nära Semlan i Mörsils socken över konventionen i Bleckåsen.

I samband med dansk-svenska kriget 1808–1809 ägde strider rum i Alsen, och den 24 juli 1809 nådde norska trupper Bleckåsen. Det svenska försvaret leddes av general Georg Carl von Döbeln. Nästkommande dag träffades von Döbeln och de norska truppernas ledare kapten Georg Frederik von Krogh i skogen vid Bleckåsen, och undertecknade vapenstilleståndet på ryggen på en soldat.
Vid landsvägen mellan Bleckåsen och Mörsil finns två minnesstenar över konventionen i Bleckåsen.